# Naila
Naila fou un estat tributari protegit, una thikana feudatària de Jaipur governada fins al 1953 pel clan champawat dels rathors rajputs.

## Llista de thakurs
- Fateh Singh 1863-1897
- Roop Singh (fill) 1897-1934
- Pratap Singh (fill) 1934-1940
- Daulat Singh (fill) 1940-1953 (+1990)